# Giacomo Albanese
Pour les articles homonymes, voir Albanese.
Giacomo Albanese (Geraci Siculo, 11 juillet 1890 – São Paulo, 8 juin 1947) est un mathématicien italien, l'un des plus grands et des plus originaux représentants de l'école italienne de géométrie algébrique.

## Biographie
Giacomo Albanese fréquente le collège de Palerme, puis, en 1909, il est admis à l'École normale supérieure de Pise où il obtient son diplôme en mathématiques en 1913 sous la direction d'Ulisse Dini, Eugenio Bertini et Luigi Bianchi. Pour sa thèse, intitulée Continuous systems of curves on an algebraic surface et dirigée par Eugenio Bertini, il reçoit le prix Ulisse-Dini. Après l'obtention de son diplôme, il est assistant d'Ulisse Dini, puis d'Onorato Nicoletti. Il enseigne à l'École normale supérieure de Pise de 1913 à 1919, avec une interruption en 1917-1918, lorsqu'il est enrôlé dans l'armée italienne durant la Première Guerre mondiale.
En 1919, il rejoint l'université de Padoue en tant qu'assistant de Francesco Severi. 
En 1920, il est nommé titulaire de la chaire d'analyse mathématique à l'Académie navale de Livourne, où il reste jusqu'en 1923. Après avoir obtenu le poste d'enseignant libre en géométrie analytique et projective en 1924, il obtient la chaire de géométrie projective et descriptive de l'université de Catane. En 1927, il passe à la même chaire à l'Université de Palerme, puis, en 1929, à la chaire de géométrie analytique à l'université de Pise, qu'il occupe jusqu'à sa mort en 1947.
En 1936, il est professeur invité à l'université de São Paulo, fondée deux ans plus tôt, pour y développer l'enseignement avec d'autres mathématiciens européens. Il donne un cours de géométrie projective, analytique et différentielle, à l'exception d'un bref retour en Italie en 1942. Après la guerre, il y est le collègue d'Oscar Zariski (professeur invité à São Paulo en 1945) et d'André Weil (à São Paulo de 1945 à 1947), qui entreprit à cette époque une refondation de la géométrie algébrique sur des bases plus rigoureuses.
Il meurt subitement à São Paulo, en 1947.

## Travaux
Il s'est principalement occupé de la géométrie algébrique, un secteur dans lequel il a apporté des contributions fondamentales. En géométrie algébrique, il s'est notamment intéressé à la résolution des singularités sur les surfaces algébriques, au genre des variétés algébriques, à l'équivalence rationnelle des cycles 0 (groupes de points) sur les surfaces algébriques et à l'étude des courbes sur les surfaces algébriques.
C'est André Weil qui a donné son nom à la variété d'Albanese (en), une généralisation de la variété de Jacobi d'une courbe algébrique. Comme cette dernière, elle associe à une variété algébrique une variété abélienne.
- Ciro Ciliberto, Paulo Ribenboim, Edoardo Sernesi (éd): Collected Papers of Giacomo Albanese, Queen´s Papers in Pure and Applied Mathematics 1996[9].